# Psammophis (protista)
Psammophis, en ocasiones erróneamente denominado Arpsammophoum, es un género de foraminífero bentónico considerado homónimo posterior de Psammophis Fitzinger, 1826, y sustituido por Ammovertella de la subfamilia Tolypammininae, de la familia Ammodiscidae, de la superfamilia Ammodiscoidea, del suborden Ammodiscina y del orden Astrorhizida. Su especie-tipo era Ammodiscus (Psammophis) inversus. Su rango cronoestratigráfico abarca desde el Pennsylvaniense (Carbonífero superior) hasta el Pérmico.

## Discusión
Clasificaciones previas incluían Psammophis en el suborden Textulariina del orden Textulariida.

## Clasificación
Psammophis incluía a las siguientes especies:
- Psammophis inversus †